# Microsphecodes dominicanus
Microsphecodes dominicanus är en biart som först beskrevs av Stage 1972.  Microsphecodes dominicanus ingår i släktet Microsphecodes och familjen vägbin. Inga underarter finns listade i Catalogue of Life.